# Josef Prchal (hematolog)
Josef Prchal je americký lékař-hematolog českého původu, který se specializoval na poruchy červených krvinek.
Vystudoval Lékařskou fakultu Univerzity Karlovu v Praze, ale po invazi armád Varšavské smlouvy v roce 1968 odešel do USA. Vytvořil komplexní laboratoř pro výzkum poruch červených krvinek. Objevil molekulární podstatu Čuvašské erytrocytózy a u Tibeťanů identifikoval geny odpovědné za adaptaci člověka na vysoké nadmořské výšky. 
Je nositelem Strattonovy ceny a v září 2021 získal Cenu Neuron za celoživotní přínos vědě.